# Дени Хјустон
Данијел Салис Хјустон (енгл. Daniel Sallis Huston; Рим, Италија, 14. мај 1962) амерички је филмски, позоришни и телевизијски глумац.
Остварио је улоге у филмовима Ана Карењина (1997), Авијатичар (2004), Потомци (2006), Икс-мен почеци: Вулверин (2009), Борба титана (2010), Робин Худ (2010), Професор (2018).
Отац му је Џон Хјустон амерички филмски режисер и глумац.